# فالينول
فالينول (بالإنجليزية: Valienol)‏ هوَ سيكليتول C-7 مُشابه لهيكل الفالينامين.